# الکساندر مینایف (بازیکن فوتبال، زاده ۱۹۵۴)
الکساندر الکسئویچ مینایف (روسی: Александр Алексеевич Минаев؛۱۱ اوت ۱۹۵۴–۶ دسامبر ۲۰۱۸) بازیکن فوتبال و مربی روسی بود.

## بازی ملی
مینایف نخستین بازی خود را برای اتحاد جماهیر شوروی در ۲۰ مارس ۱۹۷۶ در یک بازی دوستانه مقابل آرژانتین انجام داد. او در جام ملت‌های اروپا ۱۹۷۶ و مقدماتی جام جهانی ۱۹۷۸ در مرحله یک چهارم پایانی بازی کرد (اتحاد جماهیر شوروی برای هیچ‌یک از مسابقات راهی مسابقات نهایی نشد).

## زندگی شخصی
در نیمه یکم دهه ۱۹۸۰، او با بازیگر زن ناتالیا گونداروا رابطه طولانی داشت.